# Albrecht I. Bavorský
Albrecht I., vévoda Dolního Bavorska ( 25. července 1336 – 13. prosince 1404), byl feudálním vládcem hrabství Holandska, Hennegavsko (Hainaut) a Zeeland v Nizozemsku. Jako apanáž držel část bavorské provincie Straubing v Dolnín Bavorsku, jako sídlo své vedlejší bavorské vévodské linie.

## Život

### Raná léta
Albrecht se narodil v Mnichově jako třetí syn Ludvíka IV., císaře Svaté říše římské, a jeho druhé manželce Markétě II., hraběnce z Hainaut a Holandska. Albrecht, jako mladší syn, nemohl být otcovým následovníkem a tudíž mu náležela apanáž. Bylo mu pouhých 10 let, když jeho otec zemřel a zanechal většinu svého bavorského dědictví svému nejstaršímu synovi, Albrechtovu nevlastnímu bratrovi, Ludvíku V. Bavorskému.
Albrechtův starší bratr Vilém V., hrabě Holandský, vedl dlouhý boj s jejich matkou, v roce 1354 od ní získal Holandsko a Zeeland. Hainaut zdědil až po její smrti v roce 1356.

### Regent Holandska
Vilémovo šílenství mělo za následek jmenování Albrechta guvernérem (neboli regentem) Holandska roku 1358. Během Albertova regentství, které trvalo 30 let, vzkvétal obchod i sňatková politika, všechny jeho dcery byly provdány za významné šlechtice. Albrecht se stal právoplatným holandským hrabětem až po Vilémově smrti v roce 1388.

### Holandský hrabě
Albrecht byl známý svým množstvím metres. V době kdy byl právoplatným Holandským hrabětem se jeho milenkou stala Aleid van Poelgeest. Byla považována za velmi krásnou a dokázala si získat politický vliv, díky kterému se Albrecht rozkmotřil se šlechtou. 22. září 1392 byla Aleid zavražděna v Haagu.
Po Albrechtově smrti v roce 1404 jej vystřídal jeho nejstarší syn Vilém . Mladší syn, Jan III., se stal biskupem z Lutychu.

## Rodina a děti
Albrecht se po 19. červenci 1353 oženil v Pasově s Markétou Břežskou ze Slezska (1342/43–1386), se kterou měl sedm dětí, které se všechny dožily dospělosti:
1. Kateřina Bavorská (asi 1361–1400, Hattem), provdaná v Geertruidenberg v roce 1379 za Viléma I. z Gelders a Jülichu
2. Johanna Bavorská (asi 1362–1386), provdaná za římského krále Václava
3. Markéta Bavorská (1363 – 23. ledna 1423, Dijon), provdaná v Cambrai v roce 1385 za Jana Nebojácného.
4. Vilém VI., hrabě holandský (1365–1417)
5. Albrecht II., vévoda ze Straubingu (1369 – 21. ledna 1397, Kelheim)
6. Johana Žofie (asi 1373 – 15. listopadu 1410, Vídeň), provdaná 15. června 1395 za Alberta IV., vévodu rakouského
7. Jan, hrabě holandský (1374/76–1425), biskup z Lutychu

Albert uzavřel druhý sňatek v roce 1394 v Heusdenu s Markétou z Cleves (asi 1375–1412), sestrou Adolfa I., vévody z Cleves, ale manželství zůstalo bezdětné. Zemřel v Haagu ve věku 68 let.
Kromě sedmi legitimních potomků měl i několik nemanželských dětí.
 